# サンターガタ・ディ・ミリテッロ
サンターガタ・ディ・ミリテッロ（イタリア語: Sant'Agata di Militello, シチリア語: Sant'Àita di Militieddu）は、イタリア共和国シチリア州メッシーナ県にある、人口約12,000人の基礎自治体（コムーネ）。

## 地理

### 位置・広がり

#### 隣接コムーネ
隣接するコムーネは以下の通り。
- アックエドルチ
- ミリテッロ・ロズマリーノ
- サン・フラテッロ
- トッレノーヴァ